# پیتسبارو (میسیسیپی)
پیتسبارو (به انگلیسی: Pittsboro) روستایی در ایالت میسیسیپی کشور ایالات متحده آمریکا است که جمعیت آن در سرشماری سال ۲۰۱۰ میلادی، ۲۰۲
نفر بوده‌است.